# Епицентър
Епицентърът (на гръцки: ἐπι- – над, на латински: centrum – център) е проекцията на хипоцентъра на земетресението върху земната повърхност.
От хипоцентърът във всички посоки се разпространяват земетръсните вълни, които биват три вида: надлъжни, напречни и повърхностни, като наименованието им е свързано с посоката, в която се движи самата вълна. Надлъжните земетръсни вълни имат най-голяма скорост на разпространение от 3,5 до 14 km/s, докато напречните се движат почти два пъти по-бавно. Епицентърът най-рано изпитва удара на земетръсните вълни. Когато една точка е по-отдалечена от епицентъра, толкова по-късно ще достигнат земетръсните вълни до нея, а разликата във времето между пристигането на надлъжните и напречните вълни ще става все по-голяма. След появата на тези два вида вълни започва ефектът на бавните, повърхностни вълни, същинското хоризонтално люлеене, което причинява разрушенията. Повърхностните вълни се разпространяват от епицентъра във всички посоки и силата им, както и разрушенията им намаляват с увеличаване от епицентъра на земетресението. Ако местата с еднаква сила на сътресение се съединят с линии, ще се получат затворени криви, наречени изосеисти, които са концентрично разположени около епицентъра. Линиите, които съединяват местата с едновременно разтърсване на земната кора, се наричат хомосеисти.
За определяне на местоположението на епицентъра (епицентралната област) се използват записите на сеизмичните станции. Картите на епицентровете с посочване на магнитуда на земетресенията се използват в сеизмичното райониране.
Обикновено епицентърът е мястото на най-силния трус, но не е задължително най-големите разрушения да се наблюдават там. Най-често големите разрушения стават на известно разстояние от епицентъра, в точки (образуващи окръжност около епицентъра), където сеизмичната вълна достига под ъгъл, най-разрушителен за зданията.
В средствата за масова информация понятието епицентър често се бърка с понятието хипоцентър, в частност в съобщения от типа „епицентърът на земетресението се е намирал на дълбочина 2 километра“ се има предвид именно хипоцентърът.